# Малорязанцеве
Малорязанцеве — селище в Україні, у Лисичанській міській громаді Сіверськодонецького району Луганської області.

## Історія
За даними 1859 року тут існувало 2 поселення:
- Різанцове Перше, панське село, над Біленькою, 12 господ, 124 осіб;
- Різанцове Друга (Арінкіна, Богдановиче), панське село, над Біленькою, 10 господ, 93 особи, завод.[2]

Селище постраждало внаслідок геноциду українського народу, вчиненого урядом СССР у 1932—1933 роках, кількість встановлених жертв — 53 жителі селища.

## Населення
За даними перепису 2001 року населення селища становило 983 особи, з них 74,06 % зазначили рідною українську мову, 25,74 % — російську, а 0,2 % — іншу.